# Villa Finkenberg
Die Villa Finkenberg in Syke, Finkenberg 1 am Hachetal auf Höhen der Wildeshauser Geest, stammt von 1869.
Das Gebäude und das ehemalige Stallgebäude stehen unter Denkmalschutz.

## Geschichte

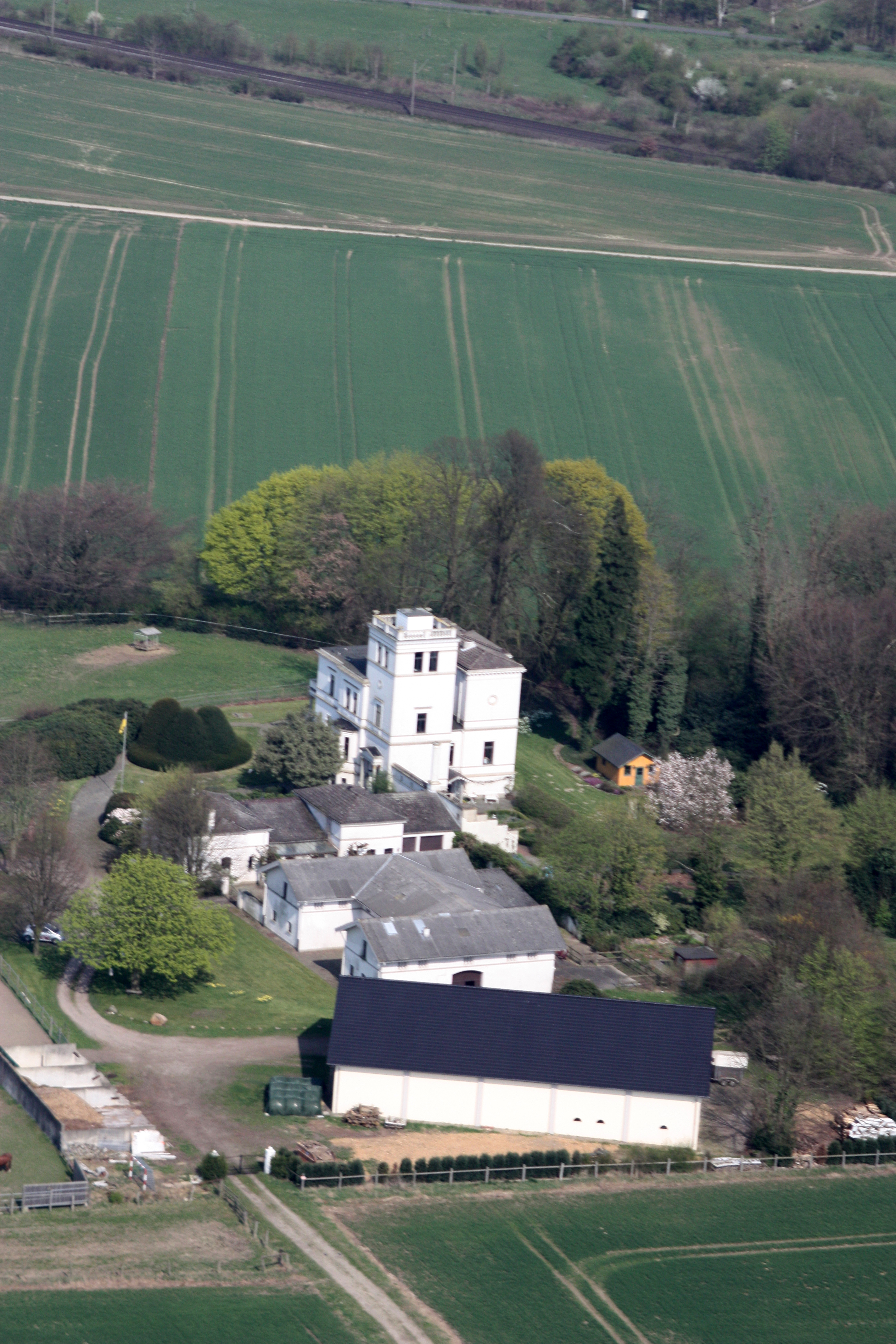
Villa mit Stallgebäude

Der ein- bis dreigeschossige historisierende verputzte Sommersitz mit dem Türmchen und der Dachterrasse sowie den Eulenköpfen auf dem Dachgesims wurde 1868/69 im Stil des Neoklassizismus nach Plänen von Heinrich Müller (Bremen) außerhalb, westlich von Syke auf der Anhöhe Finkenburg, 55 Meter hoch, für den Bremer Rum-Kaufmann Wilhelm August Finke errichtet. Es heißt, das Finke vom Turm beobachten wollte, wie seine Schiffe in Bremen ablegten.
Die Villa war für wohlhabende Syker ein Anreiz für die Gestaltung neuer Häuser am Ende des 19. Jahrhunderts.
Zeitweise wurde das Haus auch als Hotel genutzt. Für eine längere Zeit bis um 1977 bewirtschafte die landwirtschaftliche Familie Hartje das Areal
1977 kaufte und sanierte der Landschaftsarchitekt Luc Lepère (1942–1997) (Bremen) das vernachlässigte Haus. Dabei wurde eine Deckenmalerei aufwendig restauriert. Danach war in den 2000er Jahren zeitweise die HUS Beteiligungs- und Verwaltungsgesellschaft mbH Eigentümer (Syke) des Areals.